# Peter Cook (architecte)
Pour les articles homonymes, voir Peter Cook et Cook.
Peter Cook, né le 22 octobre 1936 à Southend-on-Sea au Royaume-Uni, est un architecte, théoricien et professeur britannique. 

## Biographie
Il entreprend des études d’architecture de 1953 à 1958 à l'université des arts de Bournemouth, puis à la Architectural Association de Londres, où il obtient son diplôme d'architecte en 1960. 
C'est en 1961, pendant qu'il exerce au bureau James Cubitt & Partners, qu'il fonde avec d’autres jeunes architectes, le mouvement Archigram, revue avant-gardiste architecturale qui tranche avec les publications architecturales de l'époque par son aspect de bande dessinée avec bulles et onomatopées. Il participe ainsi à l’invention d’une architecture en prise directe sur la société de consommation et de communication. 
Les dessins d'Archigram sont inspirés par le pop art, nourris de références publicitaires. Il est avant tout un théoricien de l’architecture. Sa démarche se développe comme une série de tentatives successives ne cherchant pas à se scléroser dans une proposition définitive. Il considère l’architecture comme une organisation proche de celle du monde végétal, développant ainsi des formes organiques trouvant des résonances dans les étapes marquantes de l’évolution de la plante.
En 2003, il a réalisé – en association avec Colin Fournier – à Graz, en Autriche, un projet pour l’extension du musée d'art moderne : le Kunsthaus. L'architecture organique du bâtiment déploie une membrane transparente en plaques acryliques transparentes et partiellement opaques Les fenêtres du toit, tournées vers le Nord, donnent un aspect "vivant" au bâtiment. Il y a répondu par une membrane qu’il appelle la Langue (1997-1998).
En 2005, il crée l'agence CRAB STUDIO avec Gavin Robotham, laquelle réalise une architecture iconique, dont la Abedian School of Architecture, à l'université Bond en Australie et la Vienna University of Economics and Business à Vienne, Autriche.
Peter Cook enseigne depuis 1964 en Angleterre et donne des conférences dans le monde entier. Il a été fait commandeur de l'ordre des Arts et des Lettres en 2003 et Knight Bachelor par la Reine d'Angleterre en 2007.

## Prix et récompenses
- 1998 : Prix de l’American Institue of Architects pour son livre « Primer »
- 1999 : Prix Jean Tschumi de l’Union Internationale des Architectes (UIA)
- 2002 : RIBA‘s Royal Gold Medal à Archigram
- 2002 : RIBAS’s Annie Spink Award for Excellence in Education à Peter Cook
- 2003 : Commandeur de l'ordre des Arts et des Lettres
- 2004 : Finaliste du Sterling Prize pour le Kunsthaus Graz (avec Colin Fournier)

## Lauréat de concours internationaux
- 1961 : Logements pour personnes âgées
- 1970 : Centre d’activités de loisirs Monte Carlo (avec Archigram)
- 1980 : Habitat solaire (avec Christine Hawley) à Landstuhl, Allemagne
- 1984 : Musée de l’information, Francfort
- 1995 : Musée archéologique à Bad Deutsches Altenberg, Autriche (avec Christine Hawley)
- 2000 : musée d'art, Graz, Autriche (avec Colin Fournier)

## Publications
- Peter Cook, "Instant city" 1969 (dessins)
- Peter Cook, Architecture Action and plan, 1967
- Peter Cook, The Archigram Book, 1967, réd. En 1991, 1999, 2000
- Peter Cook, Experimental Architecture, Studio Vista, 1970
- Peter Cook, The Teacher Talks to his students, 1989
- Peter Cook, (A+U Monographs), 1989
- Peter Cook, Six conversations (Monographs), 1993
- Peter Cook, Art Random, 1993
- Peter Cook, R. Llewellyn-Jones, New Spirit in Architecture, 1994
- Peter Cook, Primer, 1998
- Peter Cook, Neil Spiller, The Power of Contemporary Architecture, 1999
- Peter Cook, Neil Spiller, Laura Allen, The Paradox of Contemporary Architecture,  John Wiley and sons, 2001